# 16055 Dellisanti
A 16055 Dellisanti (ideiglenes jelöléssel (16055) 1999 JQ56) a Naprendszer kisbolygóövében található aszteroida. A LINEAR projekt keretében fedezték fel 1999. május 10-én.